# 乌姆朗格索
乌姆朗格索（Umrangso），是印度阿萨姆邦North Cachar Hills县的一个城镇。总人口9024（2001年）。

## 人口
该地2001年总人口9024人，其中男性4946人，女性4078人；0—6岁人口1273人，其中男622人，女651人；识字率74.49%，其中男性为79.34%，女性为68.61%。